# Barel rock
Barel rock je folková hudební skupina, která byla založena v roce 1982 jakožto studentské amatérské sdružení na Vysoké škole veterinární v Brně (dnešní Veterinární a farmaceutická univerzita Brno). Sám název kapely, stejně tak jako její původní repertoár, byl a doposud je značně recesistní a parodicky laděný, neboť je odvozen od hry na plastové barely, květináče a podobné nádoby. Velice originální je i elektrofonická kytara-lopata postavená ve stylu velké lopaty na uhlí (lopata uhelka), kterou skupina také občas používá. Největším úletem je harmonika ve stylu oblíbených kláves Michala Davida poháněná šlapacím měchem hadicí od vysavače. Spolu se skupinou Lokálka patří tato skupina do tzv. „humoristicko-recesistické“ větve českého folku. Skupina dnes oficiálně sídlí ve Žďáře nad Sázavou.

## Personální složení
- MVDr. Jan Bořil
- MVDr. Pavel Pečínka
- MVDr. Tomáš Krejčí
- MVDr. Víťa Horák
- Josef Večeřa
- Adam Kubíček

## Ocenění
- 1987 Porta – cena diváků

## Diskografie
- Rock na vsi (1995)
- Muzikanti co děláte? (2002)
- P(l)ísně pro pamětníky (2003)
- Na pouti (2010)[4]

## Nejznámější písně
- Sandokan alias Sádlokan (parafráze na hudbu k druhdy velmi oblíbenému italskému televiznímu seriálu)
- Bařtipán
- Rock na vsi
- Slepice
- Maracaibo